# … Sings Modern Talking: The 1st Album
… Sings Modern Talking: The 1st Album – dziewiętnasty solowy album niemieckiego piosenkarza Thomasa Andersa, wydany 7 marca 2025 roku. Jest to pierwszy album z serii Thomas Anders ...sings Modern Talking.

## Lista utworów
| Nr  | Tytuł utworu                                                            | Długość |
| --- | ----------------------------------------------------------------------- | ------- |
| 1.  | „You’re My Heart, You’re My Soul (Thomas' Version)”                     | 3:36    |
| 2.  | „You Can Win If You Want (Thomas' Version)”                             | 3:42    |
| 3.  | „There’s Too Much Blue In Missing You (Thomas' Version)”                | 4:53    |
| 4.  | „Diamonds Never Made A Lady (Thomas' Version)”                          | 4:11    |
| 5.  | „The Night Is Yours The Night Is Mine (Thomas' Version)”                | 5:29    |
| 6.  | „Do You Wanna (Thomas' Version)”                                        | 4:27    |
| 7.  | „Lucky Guy (Thomas' Version)”                                           | 3:35    |
| 8.  | „One In A Million (Thomas' Version)”                                    | 4:01    |
| 9.  | „Bells Of Paris (Thomas' Version)”                                      | 4:30    |
| 10. | „Don't Fly Too High (New Bonus Track)”                                  | 3:25    |
| 11. | „Hold Me Tight In The Night (New Bonus Track)”                          | 3:13    |
| 12. | „Catch Me I’m Falling (New Bonus Track)”                                | 3:18    |
| 13. | „You’re My Heart, You’re My Soul (Thomas' Version - In The Mix)”        | 2:58    |
| 14. | „You Can Win If You Want (Thomas' Version - In The Mix)”                | 2:54    |
| 15. | „There’s Too Much Blue In Missing You (Thomas' Version - In The Mix)”   | 2:17    |
| 16. | „Diamonds Never Made A Lady (Thomas' Version - In The Mix)”             | 2:50    |
| 17. | „The Night Is Yours The Night Is Mine (Thomas' Version - In The Mix)”   | 3:12    |
| 18. | „Do You Wanna (Thomas' Version - In The Mix)”                           | 3:53    |
| 19. | „Lucky Guy (Thomas' Version - In The Mix)”                              | 2:57    |
| 20. | „One In A Million (Thomas' Version - In The Mix)”                       | 3:22    |
| 21. | „Bells Of Paris (Thomas' Version - In The Mix)”                         | 3:42    |
| 22. | „Don't Fly Too High (New Bonus Track - In The Mix)”                     | 2:43    |
| 23. | „Hold Me Tight In The Night (New Bonus Track - In The Mix)”             | 2:46    |
| 24. | „Catch Me I’m Falling (New Bonus Track - In The Mix)”                   | 2:37    |
| 25. | „You’re My Heart, You’re My Soul (Thomas' Version - Instrumental)”      | 3:36    |
| 26. | „You Can Win If You Want (Thomas' Version - Instrumental)”              | 3:42    |
| 27. | „There’s Too Much Blue In Missing You (Thomas' Version - Instrumental)” | 4:53    |
| 28. | „Diamonds Never Made A Lady (Thomas' Version - Instrumental)”           | 4:11    |
| 29. | „The Night Is Yours The Night Is Mine (Thomas' Version - Instrumental)” | 5:29    |
| 30. | „Do You Wanna (Thomas' Version - Instrumental)”                         | 4:27    |
| 31. | „Lucky Guy (Thomas' Version - Instrumental)”                            | 3:35    |
| 32. | „One In A Million (Thomas' Version - Instrumental)”                     | 4:01    |
| 33. | „Bells Of Paris (Thomas' Version - Instrumental)”                       | 4:30    |
| 34. | „Don't Fly Too High (New Bonus Track - Instrumental)”                   | 3:25    |
| 35. | „Hold Me Tight In The Night (New Bonus Track - Instrumental)”           | 3:13    |
| 36. | „Catch Me I’m Falling (New Bonus Track - Instrumental)”                 | 3:18    |
|     |                                                                         | 2:12:51 |

Na podstawie Discogs.